# Parastichtis grisea
Parastichtis grisea là một loài bướm đêm trong họ Noctuidae.